# توني رايس
توني رايس (بالإنجليزية: Tony Rice)‏ (5 سبتمبر 1967 في الولايات المتحدة - ) هو لاعب كرة قدم أمريكية ولاعب كرة قدم أمريكي في مركز ظهير ربعي. لعب مع نوتردام فايتينغ أيرش فوتبول ‏.